# Paul Touvier
Paul Touvier, född 3 april 1915 i Saint-Vincent-sur-Jabron, död 17 juli 1996 i Fresnes, var en fransk polisman och kollaboratör med Nazityskland under andra världskriget. Han var den förste fransmannen att dömas för brott mot mänskligheten.

## Biografi
Paul Touvier växte upp i en romersk-katolsk familj. Han tjänstgjorde som ministrant och studerade vid seminariet i ett år med intentionen att bli präst.
Touvier togs ut i beredskap, när andra världskriget utbröt i september 1939. När Vichyregimen inrättades efter den tyska ockupationen 1940, tog han parti för marskalk Pétain. Touvier anslöt sig till den paramilitära Milice française, som hade bildats i januari 1943. I slutet av juni 1944 mördades den franske kollaborationspolitikern Philippe Henriot av medlemmar ur Maquis och Touvier fick order att verkställa vedergällningen. I Rillieux-la-Pape ledde han massakern på sju judiska gisslan.
Efter Frankrikes befrielse gick Touvier under jorden. År 1946 dömdes han till döden in absentia för högförräderi och samröre med nazisterna. Under många år undgick Touvier rättvisan, men den 24 maj 1989 greps han i ett kloster i Nice. Rättegången inleddes i mars 1994 och Touvier yttrade bland annat: ”Jag har aldrig glömt offren i Rillieux. Jag tänker på dem varje dag, varje kväll.” Till sitt försvar sade han emellertid, att tyskarna först krävde att 100 judar skulle avrättas. Touvier påstod, att han lyckades sänka antalet till 30 och att han till slut endast lät avrätta sju av dessa. Den 20 april 1994 dömdes Touvier till livstids fängelse för brott mot mänskligheten.